# Iodes perrieri
Iodes perrieri är en tvåhjärtbladig växtart som beskrevs av Herman Otto Sleumer. Iodes perrieri ingår i släktet Iodes och familjen Icacinaceae. Inga underarter finns listade i Catalogue of Life.